# Championnat de Grande-Bretagne de Formule 3 2013
Navigation
2012 2014
Le Championnat de Grande-Bretagne de Formule 3 2013 est la 62e saison de ce championnat.
Il est remporté par le britannique Jordan King de l'équipe Carlin.

## Repères de débuts de saison
Distribution des points
|               | 1er | 2e | 3e | 4e | 5e | 6e | 7e | 8e | 9e | 10e |
| Course 1 et 3 | 25  | 18 | 15 | 12 | 10 | 8  | 6  | 4  | 2  | 1   |
| Course 2      | 12  | 9  | 8  | 6  | 5  | 4  | 3  | 2  | 1  | 0,5 |

Nouveautés
- La deuxième course des meetings est désormais rallongée de 10 minutes par rapport à l'année précédente (20 min), ce qui porte sa durée à 30 minutes. La grille de départ se fera par grille inversée des 8, 9 ou 10 premiers (variable selon les meetings).
- La troisième course des meetings est désormais raccourcie de 10 minutes par rapport à l'année précédente (40 min), ce qui porte sa durée à 30 minutes également.
- Les voitures des différents championnats nationaux pourront participer à la catégorie « National » grâce à un assouplissement du règlement technique.

## Engagés
| Équipe                    | Voiture               | Moteur                | No.                   | Pilote                | Manches               |
| Classe internationale     | Classe internationale | Classe internationale | Classe internationale | Classe internationale | Classe internationale |
| ------------------------- | --------------------- | --------------------- | --------------------- | --------------------- | --------------------- |
| Carlin                    | Dallara F312          | Volkswagen            | 1                     | Nicholas Latifi       | Toutes                |
| Carlin                    | Dallara F312          | Volkswagen            | 2                     | Jordan King           | Toutes                |
| Carlin                    | Dallara F312          | Volkswagen            | 21                    | Jann Mardenborough    | Toutes                |
| Carlin                    | Dallara F312          | Volkswagen            | 22                    | Jazeman Jaafar        | 3                     |
| Carlin                    | Dallara F312          | Volkswagen            | 31                    | Zhi Cong Li           | 3                     |
| Fortec Motorsport         | Dallara F312          | Mercedes HWA          | 3                     | William Buller        | Toutes                |
| Fortec Motorsport         | Dallara F312          | Mercedes HWA          | 4                     | Félix Serrallés       | 1                     |
| Fortec Motorsport         | Dallara F312          | Mercedes HWA          | 23                    | Felipe Guimarães      | Toutes                |
| Fortec Motorsport         | Dallara F312          | Mercedes HWA          | 24                    | Alfonso Celis Jr.     | 4                     |
| Double R Racing           | Dallara F312          | Mercedes HWA          | 7                     | Sean Gelael           | Toutes                |
| Double R Racing           | Dallara F312          | Mercedes HWA          | 8                     | Antonio Giovinazzi    | Toutes                |
| Double R Racing           | Dallara F312          | Mercedes HWA          | 16                    | Tatiana Calderón      | Toutes                |
| Threebond with T-Sport    | Dallara F312          | ThreeBond Nissan      | 15                    | Spike Goddard         | 4                     |
| Classe Nationale          |                       |                       |                       |                       |                       |
| Team West-Tec F3          | Dallara F312          | Toyota                | 50                    | Roberto La Rocca      | 1                     |
| Team West-Tec F3          | Dallara F312          | Toyota                | 53                    | Chris Vlok            | Toutes                |
| Team West-Tec F3          | Dallara F312          | Toyota                | 55                    | Huan Zhu              | 1                     |
| Team West-Tec F3          | Dallara F312          | Toyota                | 58                    | Jordan Oon            | 2                     |
| Team West-Tec F3          | Dallara F312          | Toyota                | 81                    | Ed Jones              | 1, 3                  |
| Team West-Tec F3          | Dallara F308          | Toyota                | 56                    | William Barbosa       | 4                     |
| Team West-Tec F3          | Dallara F308          | Toyota                | 66                    | Cameron Twynham       | 1, 3                  |
| Team West-Tec F3          | Dallara F308          | Toyota                | 77                    | Sean Walkinshaw       | 1                     |
| Team West-Tec F3          | Dallara F308          | Toyota                | 88                    | Liam Venter           | 1                     |
| CF Racing                 | Dallara F311          | Mugen-Honda           | 87                    | Sun Zheng             | Toutes                |
| Classe Nationale B        |                       |                       |                       |                       |                       |
| Mark Bailey Racing        | Dallara F306          | Toyota                | 82                    | Alice Powell          | 1                     |
| Invitation Entries        |                       |                       |                       |                       |                       |
| Performance Racing Europe | Dallara F310-003      | Volkswagen            | 51                    | John Bryant-Meisner   | 1                     |

## Calendrier
Les courses sont disputées en support des meeting de GT britannique et des Blancpain Endurance Series.
| Manche | Manche | Date            | Événement                    | Circuit                      | Lieu          | Pays        |
| ------ | ------ | --------------- | ---------------------------- | ---------------------------- | ------------- | ----------- |
| 1      | C1     | 25-26 mai       | BES 3H Silverstone           | Circuit de Silverstone       | Silverstone   | Royaume-Uni |
| 1      | C2     | 25-26 mai       | BES 3H Silverstone           | Circuit de Silverstone       | Silverstone   | Royaume-Uni |
| 1      | C3     | 25-26 mai       | BES 3H Silverstone           | Circuit de Silverstone       | Silverstone   | Royaume-Uni |
| 2      | C1     | 25-27 juillet   | BES 24 Heures de Spa         | Circuit de Spa-Francorchamps | Francorchamps | Belgique    |
| 2      | C2     | 25-27 juillet   | BES 24 Heures de Spa         | Circuit de Spa-Francorchamps | Francorchamps | Belgique    |
| 2      | C3     | 25-27 juillet   | BES 24 Heures de Spa         | Circuit de Spa-Francorchamps | Francorchamps | Belgique    |
| 3      | C1     | 10-11 août      | British F3 & GT Brands Hatch | Circuit de Brands Hatch      | Longfield     | Royaume-Uni |
| 3      | C2     | 10-11 août      | British F3 & GT Brands Hatch | Circuit de Brands Hatch      | Longfield     | Royaume-Uni |
| 3      | C3     | 10-11 août      | British F3 & GT Brands Hatch | Circuit de Brands Hatch      | Longfield     | Royaume-Uni |
| 4      | C1     | 21-22 septembre | BES 3H Nürburgring           | Nürburgring                  | Nürburg       | Allemagne   |
| 4      | C2     | 21-22 septembre | BES 3H Nürburgring           | Nürburgring                  | Nürburg       | Allemagne   |
| 4      | C3     | 21-22 septembre | BES 3H Nürburgring           | Nürburgring                  | Nürburg       | Allemagne   |

## Résultats
| Manche | Manche | Événement                    | Pole position       | Meilleur tour    | Pilote vainqueur    | Équipe gagnante           | Vainqueur National |
| ------ | ------ | ---------------------------- | ------------------- | ---------------- | ------------------- | ------------------------- | ------------------ |
| 1      | C1     | BES 3H Silverstone           | John Bryant-Meisner | Nicholas Latifi  | John Bryant-Meisner | Performance Racing Europe | Ed Jones           |
| 1      | C2     | BES 3H Silverstone           |                     | William Buller   | Antonio Giovinazzi  | Double R Racing           | Ed Jones           |
| 1      | C3     | BES 3H Silverstone           | John Bryant-Meisner | William Buller   | John Bryant-Meisner | Performance Racing Europe | Ed Jones           |
| 2      | C1     | BES 24 Heures de Spa         | Nicholas Latifi     | William Buller   | William Buller      | Fortec Motorsports        | Sun Zheng          |
| 2      | C2     | BES 24 Heures de Spa         |                     | William Buller   | Jordan King         | Carlin                    | Sun Zheng          |
| 2      | C3     | BES 24 Heures de Spa         | Nicholas Latifi     | Sean Gelael      | Antonio Giovinazzi  | Double R Racing           | Sun Zheng          |
| 3      | C1     | British F3 & GT Brands Hatch | Jazeman Jaafar      | William Buller   | Jazeman Jaafar      | Carlin                    | Sun Zheng          |
| 3      | C2     | British F3 & GT Brands Hatch |                     | William Buller   | Felipe Guimarães    | Fortec Motorsports        | Ed Jones           |
| 3      | C3     | British F3 & GT Brands Hatch | Jazeman Jaafar      | Jordan King      | Jazeman Jaafar      | Carlin                    | Ed Jones           |
| 4      | C1     | BES 3H Nürburgring           | Jordan King         | Jordan King      | Jordan King         | Carlin                    | Sun Zheng          |
| 4      | C2     | BES 3H Nürburgring           |                     | Felipe Guimarães | Felipe Guimarães    | Fortec Motorsports        | Chris Vlok         |
| 4      | C3     | BES 3H Nürburgring           | Jordan King         | William Buller   | Jordan King         | Carlin                    | Sun Zheng          |

## Classement saison 2013
| Pos.                                   | Pilote              | SIL | SIL | SIL | SPA | SPA | SPA | BRH | BRH | BRH | NÜR | NÜR | NÜR | Pts. |
| -------------------------------------- | ------------------- | --- | --- | --- | --- | --- | --- | --- | --- | --- | --- | --- | --- | ---- |
| 1                                      | Jordan King         | Ret | 6   | 2   | 2   | 1   | 3   | 2   | 4   | 2   | 1   | 5   | 1   | 176  |
| 2                                      | Antonio Giovinazzi  | 6   | 1   | 7   | 5   | 3   | 1   | 3   | 2   | Ret | 2   | 6   | 3   | 135  |
| 3                                      | William Buller      | 2   | 2   | 3   | 1   | 2   | 7   | 6   | 9   | 12  | 13  | Ret | 2   | 134  |
| 4                                      | Felipe Guimarães    | 3   | 8   | 6   | Ret | 7   | 5   | 7   | 1   | 4   | 3   | 1   | 7   | 109  |
| 5                                      | Nicholas Latifi     | 14  | 5   | 5   | Ret | DNS | 4   | 4   | 10  | 3   | 5   | 4   | 4   | 97   |
| 6                                      | Jann Mardenborough  | NC  | 10  | 4   | Ret | 6   | 2   | 5   | 5   | 5   | 4   | Ret | 6   | 85   |
| 7                                      | Tatiana Calderón    | 5   | 7   | 9   | 4   | 4   | 6   | 8   | 7   | 7   | 6   | 3   | 8   | 79   |
| 8                                      | Sean Gelael         | 4   | 3   | 8   | 3   | 5   | 8   | Ret | 6   | 6   | 7   | 7   | 11  | 78   |
| 9                                      | Jazeman Jaafar      |     |     |     |     |     |     | 1   | 3   | 1   |     |     |     | 58   |
| 10                                     | Félix Serrallés     | 13  | 4   | Ret |     |     |     |     |     |     |     |     |     | 15   |
| 11                                     | Alfonso Celis Jr.   |     |     |     |     |     |     |     |     |     | 9   | 8   | 5   | 15   |
| 12                                     | Spike Goddard       |     |     |     |     |     |     |     |     |     | 8   | 2   | 13  | 14   |
| 13                                     | Zhi Cong Li         |     |     |     |     |     |     | 11  | 12  | 10  |     |     |     | 7    |
| Pilotes invités inéligibles aux points |                     |     |     |     |     |     |     |     |     |     |     |     |     |      |
|                                        | John Bryant-Meisner | 1   | 9   | 1   |     |     |     |     |     |     |     |     |     | —    |

| Pos.                                   | Pilote           | SIL | SIL | SIL | SPA | SPA | SPA | BRH | BRH | BRH | NÜR | NÜR | NÜR | Pts. |
| -------------------------------------- | ---------------- | --- | --- | --- | --- | --- | --- | --- | --- | --- | --- | --- | --- | ---- |
| 1                                      | Sun Zheng        | 8   | 15  | 11  | 6   | 8   | 9   | 9   | 11  | Ret | 10  | 10  | 9   | 205  |
| 2                                      | Chris Vlok       | Ret | 16  | Ret | 8   | 10  | 11  | 12  | Ret | 11  | 11  | 9   | 10  | 121  |
| 3                                      | Ed Jones         | 7   | 11  | 10  |     |     |     | Ret | 8   | 8   |     |     |     | 103  |
| 4                                      | Cameron Twynham  | 9   | 13  | 12  |     |     |     | 10  | 13  | 9   |     |     |     | 82   |
| 5                                      | Jordan Oon       |     |     |     | 7   | 9   | 10  |     |     |     |     |     |     | 45   |
| 6                                      | William Barbosa  |     |     |     |     |     |     |     |     |     | 12  | 11  | 12  | 38   |
| 7                                      | Roberto La Rocca | 10  | 12  | 13  |     |     |     |     |     |     |     |     |     | 33   |
| 8                                      | Liam Venter      | 11  | 14  | 16  |     |     |     |     |     |     |     |     |     | 23   |
| 9                                      | Sean Walkinshaw  | 15  | 17  | 14  |     |     |     |     |     |     |     |     |     | 20   |
| 10                                     | Huan Zhu         | 12  | 18  | 15  |     |     |     |     |     |     |     |     |     | 19   |
| Pilotes invités inéligibles aux points |                  |     |     |     |     |     |     |     |     |     |     |     |     |      |
|                                        | Alice Powell     | Ret | 19  | 17  |     |     |     |     |     |     |     |     |     | —    |

| Couleur | Résultat                     |
| ------- | ---------------------------- |
| Or      | Vainqueur                    |
| Argent  | 2e place                     |
| Bronze  | 3e place                     |
| Vert    | Terminé, dans les points     |
| Bleu    | Terminé, pas dans les points |
| Violet  | Abandon (Ab.) ou (Ret)       |
| Violet  | Non classé (NC)              |
| Rouge   | Pas qualifié (DNQ)           |
| Noir    | Disqualifié (DSQ)            |
| Blanc   | Pas au départ (DNS)          |
| Blanc   | Forfait (WD)                 |
| Blanc   | N'a pas participé (DNP)      |
| Blanc   | Blessé (INJ)                 |
| Blanc   | Exclu (EX)                   |
| Blanc   | Course annulée (C)           |